# 오스트레일리아의 범죄

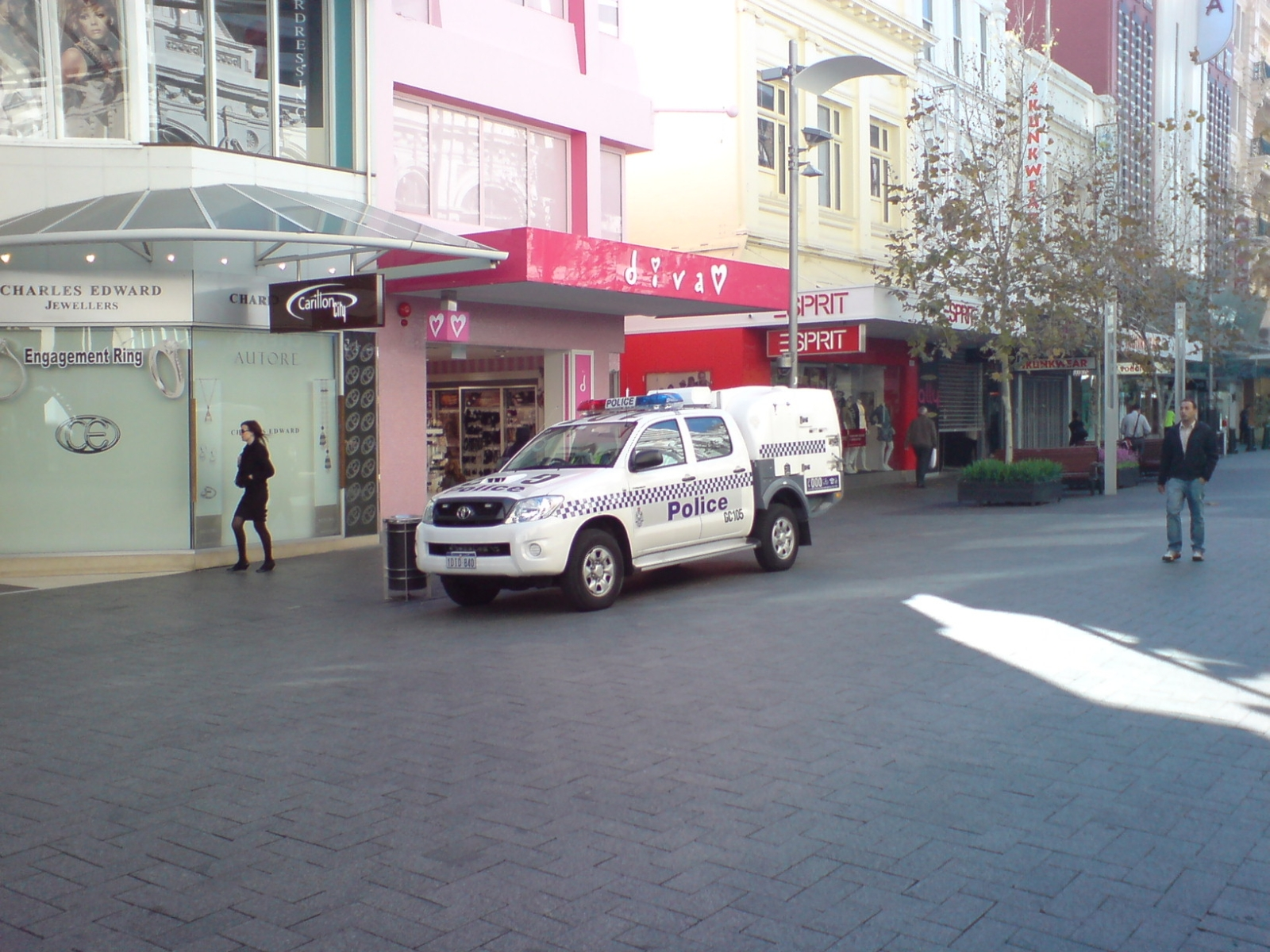
퍼스 시내의 경찰 차량.

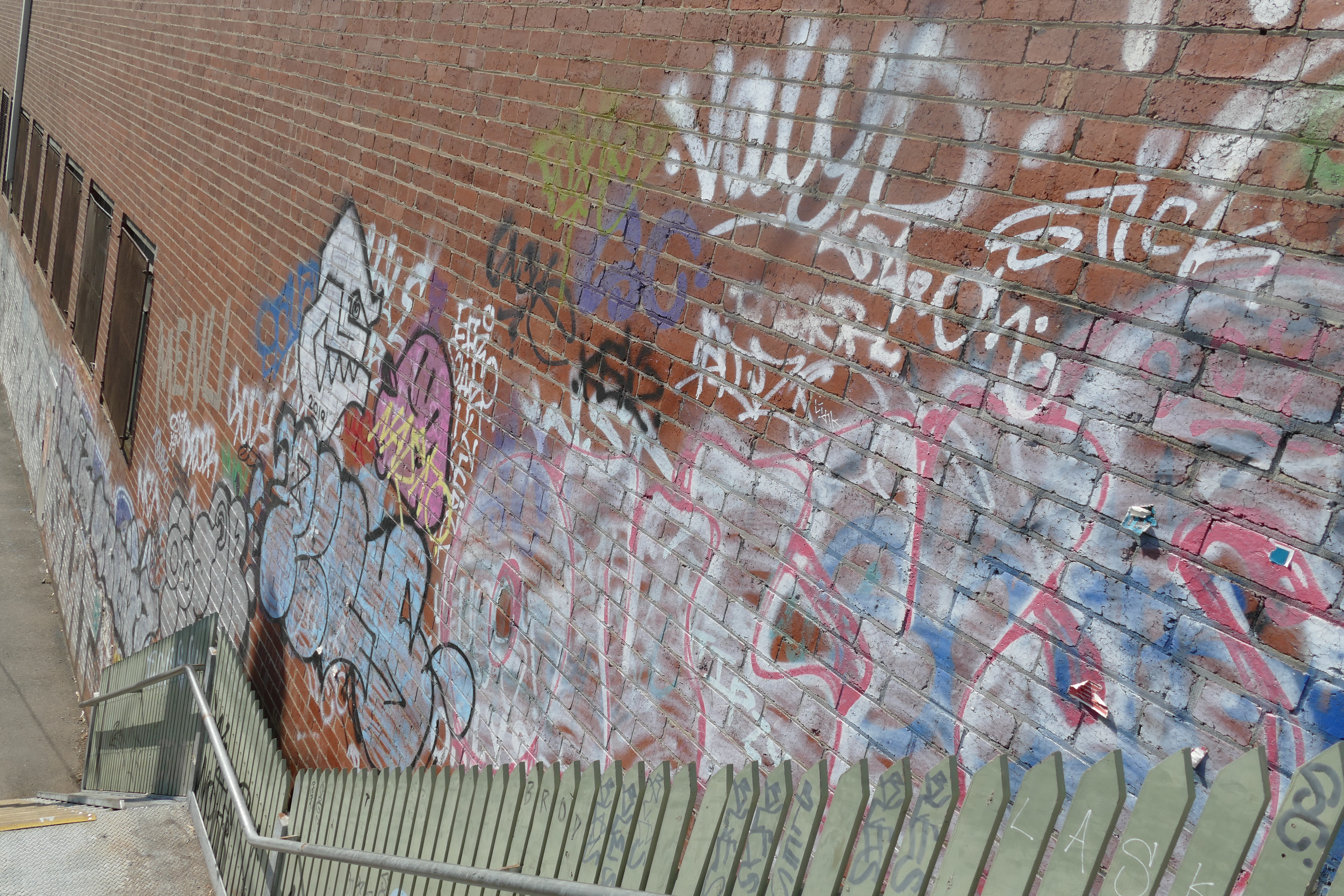
낙서는 전국적인 문제이다.

오스트레일리아의 범죄는 다양한 법 집행 기관(연방 및 주 기반 경찰, 지방 의회), 연방 및 주 기반 형사 사법 시스템 및 주 기반 교정 서비스에 의해 관리된다.
내무부는 연방 법 집행, 국가안전보장(사이버 보안, 교통 보안, 형사 사법, 비상 관리, 다문화주의, 이민 및 국경 관련 기능 포함)을 감독한다. 이 부서는 오스트레일리아 연방 경찰, 오스트레일리아 국경 수비대, 오스트레일리아 보안 정보 기구, 오스트레일리아 범죄 정보 위원회, 오스트레일리아 거래 보고 분석 센터 및 오스트레일리아 범죄학 연구소로 구성된다. February 2019년 기준 각 주와 준주는 자체 경찰 서비스를 운영한다.
국가 사법 시스템은 법무부가 감독하며, 각 주와 준주에는 자체적인 상응 기관이 있다.
교도소 서비스는 각 주 및 준주의 교정 서비스 부서에서 독립적으로 운영한다.
범죄 통계는 주 단위로 수집된 후 오스트레일리아 통계청에 의해 취합되고 추가 분석된다. 2008-09년부터 2017-18년까지, 전국 피해율은 성폭행을 제외한 모든 범주의 개인 범죄와 전국 통계에 포함된 모든 가구 범죄에서 감소했다. 약 5.0%(966,600명)의 15세 이상 오스트레일리아인이 개인 범죄를 경험했다.

## 법 집행
오스트레일리아의 법 집행은 연방 정부, 주 및 준주 및 지방 기관의 통제하에 있는 법 집행관들에 의해 수행된다. 여러 주, 준주 및 연방 기관은 또한 화이트 칼라 범죄와 관련된 다양한 법률을 관리한다. 경찰은 형법의 집행을 담당한다. 각 주 및 준주의 보안관과 집달관은 민법 관할권을 행사하는 법원의 판결 집행을 담당한다. 다양한 주 경찰은 해당 주 내에서 주법을 집행할 책임이 있으며, 오스트레일리아 연방 경찰 (AFP)은 전국에 적용되는 연방법에 대한 범죄의 집행 및 수사를 담당한다.

## 사법

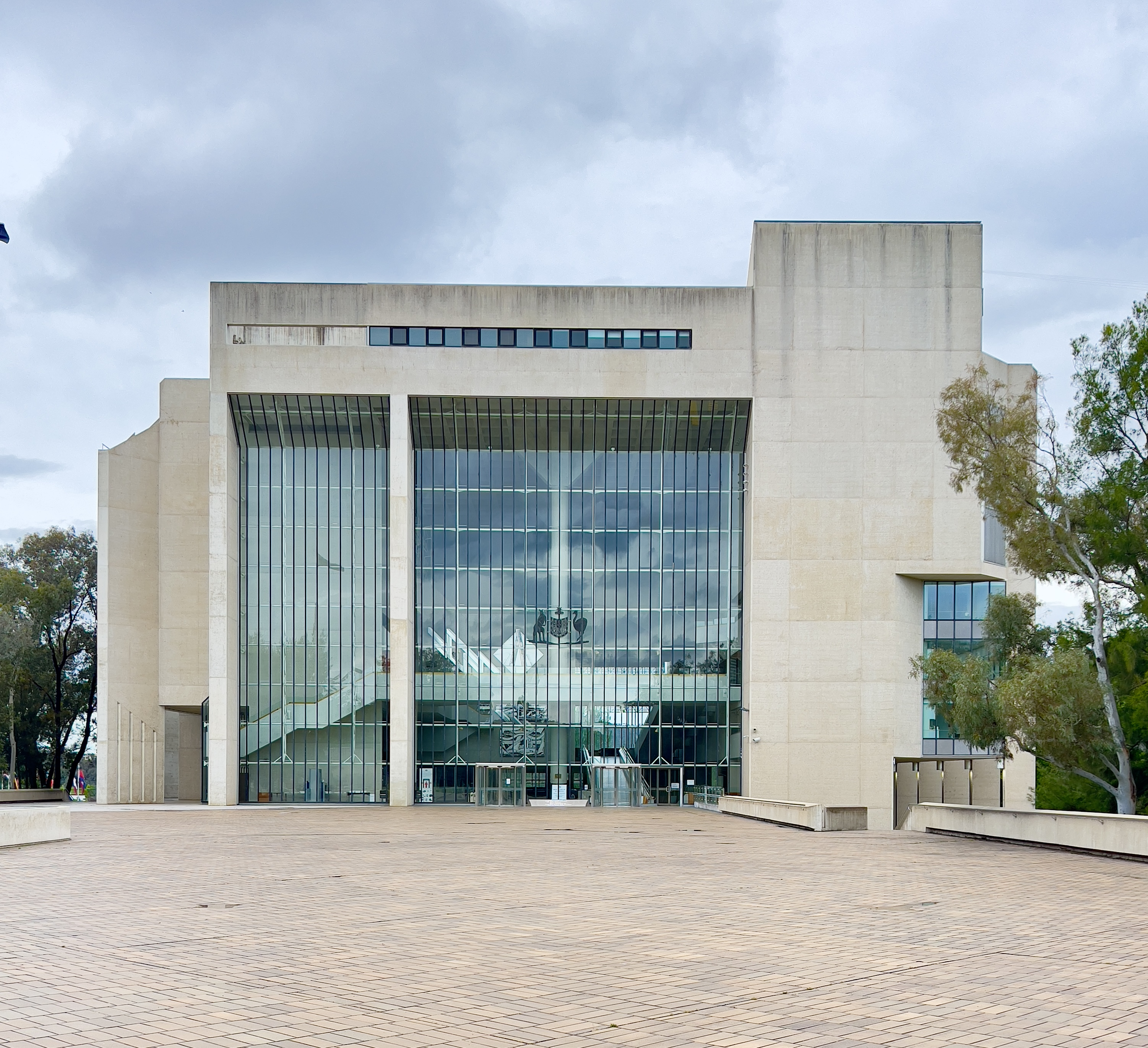
오스트레일리아 고등법원은 7명의 재판관으로 구성된다.

## 이민자 구금 시설
주에서 운영하는 일반 교도소(수감자 통계에는 포함되지 않음) 외에도 내무부는 사증 약관을 위반했거나 비자가 없는 비시민권자를 구금하기 위해 별도의 오스트레일리아 이민 구금 시설 시스템을 운영한다. 이러한 이민 구금 시설 중 일부는 무기한으로 망명 신청자 및 난민을 구금하는 데 사용되며, 종종 재판 없이 여러 해 동안 구금되기도 한다.

## 식민지화 이후의 범죄 및 범죄 예방

### 죄수들
18세기 말과 19세기에 영국 정부는 대량의 죄수들을 다양한 오스트레일리아 유형 식민지로 유배 보냈다. 영국이 오스트레일리아에 정착한 주된 이유 중 하나는 과부하된 교정 시설의 부담을 덜기 위해 유형 식민지를 설립하는 것이었다. 80년 동안 165,000명 이상의 영국 죄수들이 오스트레일리아로 이송되었다.
초기 죄수들 사이에서는 규율이 부족하여 절도, 신체적 및 성적 폭행 비율이 높았다. 법 집행은 처음에는 제1함대와 함께 온 뉴사우스웨일스 해병대의 특권이었다. 오스트레일리아 최초의 민간 범죄 예방 부대는 1789년 8월에 설립되었는데, 12명의 야간 경비대원으로 구성되어 시드니 코브의 정착지를 순찰하고 "중범죄, 무단 침입 또는 경범죄"로 의심되는 누구든지 "체포하고 심문을 위해 확보할" 권한을 가졌다.

### 애버리지니 학살
시드니 코브에 정착한 초기부터 정착민들은 원주민과 충돌했다. 아서 필립 총독 자신도 전직 죄수들에게 총을 지급하여 해당 지역의 원주민들을 향해 발포하게 했고, 군인들을 할당된 지역에 배치하여 약 50명의 원주민들을 "분산"시켰다. 은폐되거나 승인된 학살은 20세기까지 계속되었고, 마지막으로 기록된 것은 1928년 웨스턴오스트레일리아주의 코니스턴 학살이었다.

### 부시레인저(1788~1880년대)

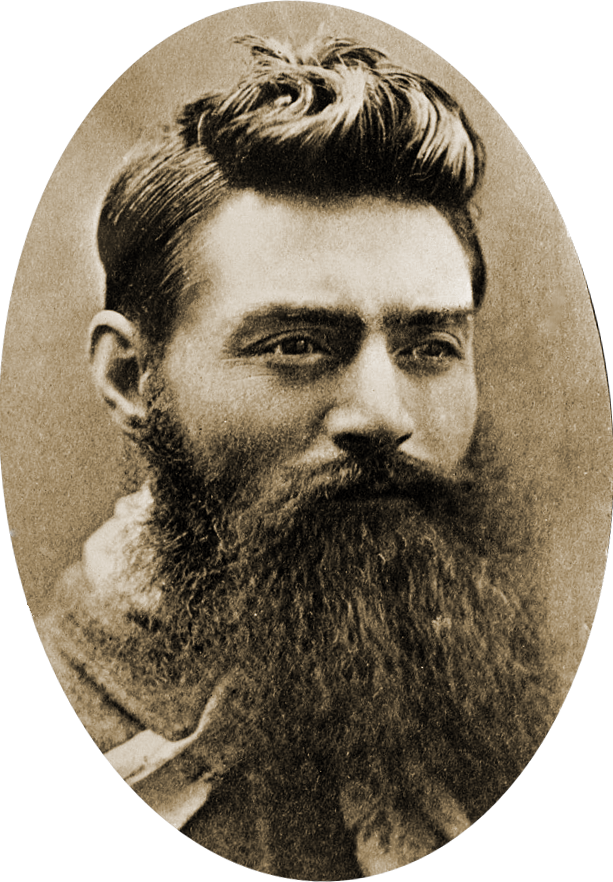
네드 켈리는 1880년에 처형된 악명 높은 부시레인저였다.

부시레인저는 원래 영국의 오스트레일리아 정착 초기 탈옥한 죄수들로, 당국으로부터 숨기 위해 오스트레일리아 부시를 피난처로 사용했다. 1820년대에 "부시레인저"라는 용어는 부시를 본거지로 삼아 "무장 강도"를 생활 수단으로 삼는 사람들을 지칭하게 되었다. 부시레인저는 1850년대와 1860년대의 골드러시 시기에 번성했으며, 벤 홀, 프랭크 가드너 및 존 길버트와 같은 인물들이 뉴사우스웨일스 시골 지역에서 악명 높은 갱단을 이끌었다.

### 폭동

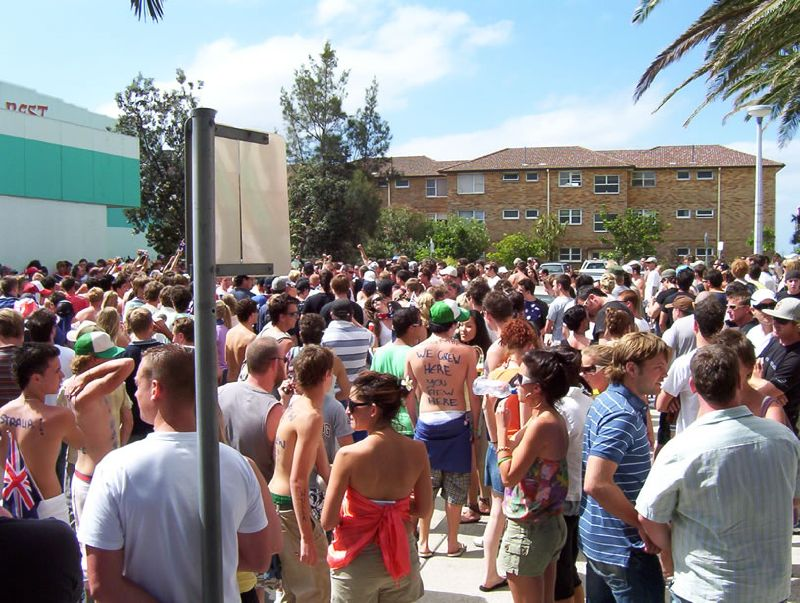
2005 크로눌라 폭동에 모인 군중

오스트레일리아에서 유럽인 정착 역사 전반에 걸쳐 시민 불안과 교도소 폭동이 발생했으며, 다음은 그 중 일부이다.
- 프리맨틀 교도소 폭동, WA (1854년부터 1988년 사이에 다수 발생)
- 뉴사우스웨일스 골드필드 폭동 (1860-1861)
- 배서스트 교도소 폭동, 뉴사우스웨일스 (1970 및 1974)
- 2004 팜 아일랜드 폭동, 퀸즐랜드
- 2004 레드펀 폭동, 시드니
- 2005 매쿼리 필드 폭동, 시드니
- 2005 크로눌라 폭동, 시드니

## 21세기 통계

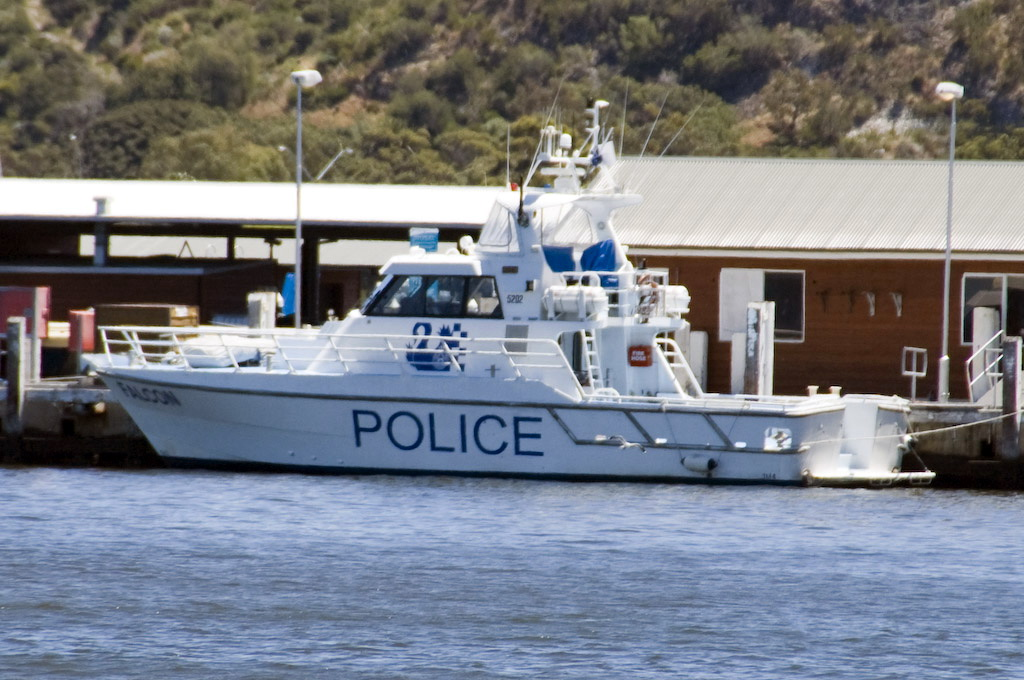
2007년 웨스턴오스트레일리아 경찰 보트

오스트레일리아 범죄학 연구소는 오스트레일리아의 범죄 및 사법 문제에 대한 통계 및 정보에 접근할 수 있는 대화형 게이트웨이인 크라임 스태티스틱스 오스트레일리아를 운영한다. 이는 구금 중 사망, 범죄자 및 피해자 통계, 범죄 유형, 약물 사용, 교도소 및 형사 법원을 포함하여 오스트레일리아의 범죄의 모든 측면을 보여주는 통계에 대한 가장 쉬운 대중 접근을 제공한다.

### 범죄율
뉴질랜드, 영국, 캐나다, 미국과 같은 다른 영어권 국가들과 비교했을 때, 오스트레일리아의 2020년 전체 범죄율은 인구 10만 명당 6.87명이었고, 북아메리카의 전체 범죄율은 캐나다에서 인구 10만 명당 6.1명, 미국에서 인구 10만 명당 8.5명으로 더 높았다. 2021년 오스트레일리아의 살인율은 인구 10만 명당 0.86명으로, 뉴질랜드의 인구 10만 명당 4.0명과 영국의 인구 10만 명당 5.21명보다 낮았다. 2021년 북아메리카와 비교했을 때, 미국과 캐나다의 살인율은 각각 인구 10만 명당 8.8명과 6.2명이었다.

#### 2016~2017
2016-2017년 동안 경찰에 의해 처리된 범죄자 수는 전년 대비 1% 증가한 약 414,000명이었다.
2016-2017년에 오스트레일리아 인구 내 범죄자 수를 나타내는 범죄율은 1.98%에서 2%로 소폭 증가했다. 청소년 범죄율은 2016-17년에 7년 연속 감소했다. 2009-10년에서 2016-17년 사이에 이 비율은 10만 명당 10~17세 범죄자 3,339명에서 2,330명으로 감소했다.
2016-17년에 가장 흔한 범죄 유형은 불법 약물 범죄(20%)였으며, 성폭행 및 관련 범죄는 3% 증가하여 6년 연속 증가세를 보였고 총 40% 증가했다.

#### 2009~2010
오스트레일리아 통계청 (ABS)의 데이터에 따르면 2009/10년 동안 경찰은 375,259명을 대상으로 조치를 취했는데, 이는 2008/09년 수치보다 4.8% 증가한 것이다. 10세에서 19세 사이의 청소년 범죄자는 오스트레일리아 전체 범죄자 인구의 약 29%를 차지했다.
2009/10 회계연도에 오스트레일리아 전역에서 84,100명의 여성이 경찰 조치를 받았으며, 이는 전년 대비 6% 증가한 수치이다. 2009/10년에 290,400명의 남성이 경찰 조치를 받았으며, 이는 연간 4% 증가한 수치이다. 여성의 약 30%가 절도로 기소된 반면, 남성의 가장 흔한 주된 범죄는 상해 의도 및 공공 질서 관련 문제였다.

#### 감소하는 살인율
2013년에서 2023년 사이에 오스트레일리아의 살인 및 관련 범죄 건수는 434건에서 409건으로 감소했다(6% 감소). 2017년에서 2020년 사이에 살인율은 10만 명당 약 0.87명으로 안정적이었다.
1989-1990년과 2013-2014년 통계 연도 사이에 전국 살인율은 인구 10만 명당 1.8명에서 10만 명당 1명으로 감소했다. 2012년 전국 오스트레일리아 살인 모니터링 프로그램 보고서에 따르면: "살인율은 1989-90년 이후 매년 계속 감소하고 있다. 2010-2011년과 2011-2012년은 1989년 데이터 수집이 시작된 이래 가장 낮은 살인율이다."

### 교도소 통계

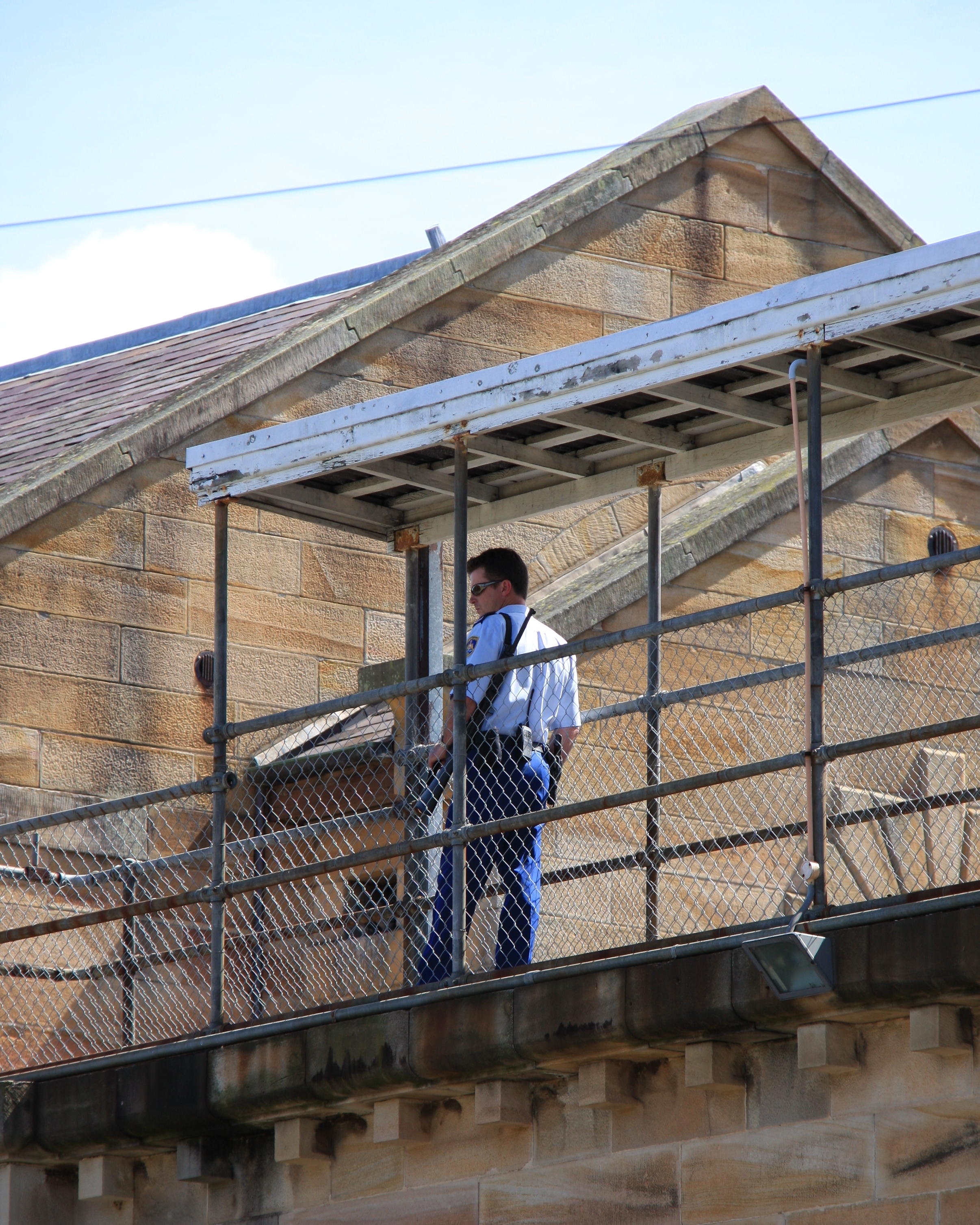
2009년 파라마타 교정 센터의 교도관

2000년 이후의 수감자 통계는 오스트레일리아 통계청의 4517.0 - Prisoners in Australia 페이지에서 찾을 수 있다.

#### 2018
2017년에서 2018년 사이에 전국 수감율은 성인 인구 10만 명당 216명에서 221명으로 3% 증가했다.
2018년 성인 수감자 수는 전년 대비 4% 증가했으며, 여성 수감자 수가 남성 수감자보다 더 빠른 속도로 증가했고, 약물 관련 범죄가 가장 높은 증가세를 보였다. 사우스오스트레일리아를 제외한 모든 주에서 증가세를 보였다. 세부 내역은 다음과 같다: 상해 의도 행위(9,659명 또는 22%), 불법 약물 범죄(6,779명 또는 16%), 성폭행 및 관련 범죄(5,283명 또는 12%). 남성이 전체 수감자의 92%를 차지했다. 오스트레일리아 원주민 및 토레스 해협 섬 주민 수감자는 오스트레일리아 전체 수감자 인구의 4분의 1 이상을 차지했다.

## 구금 중 사망
오스트레일리아 범죄학 연구소의 연구에 따르면 1990년부터 2011년 중반까지 경찰에 의해 치명적인 총격을 당한 사람들의 40%가 정신 질환을 앓고 있었다. 뉴사우스웨일스주에서는 애덤 솔터(2009년 시드니에서 총격 사망), 일라이자 홀콤(2009년 아미데일에서 총격 사망), 로니 레비(1997년 본다이비치에서 총격 사망)가 포함된다. 빅토리아주에서는 2008년 총격 사건으로 타일러 캐시디 사망이 포함된다. 15세의 캐시디는 오스트레일리아에서 경찰에 의해 총격 사망한 최연소 인물로 알려져 있다.

## 오스트레일리아 원주민과 범죄
오스트레일리아 원주민은 오스트레일리아에서 불균형적으로 높은 비율로 범죄 유죄 판결을 받고 수감된다. 이 문제는 복잡하며, 연방 및 주 정부뿐만 아니라 원주민 단체들도 다양한 분석과 수많은 프로그램 및 조치로 대응해왔다. 많은 자료에서 형사 사법 시스템의 모든 단계에서 원주민 범죄자의 과대표성을 보고한다.

## 총기 규제법

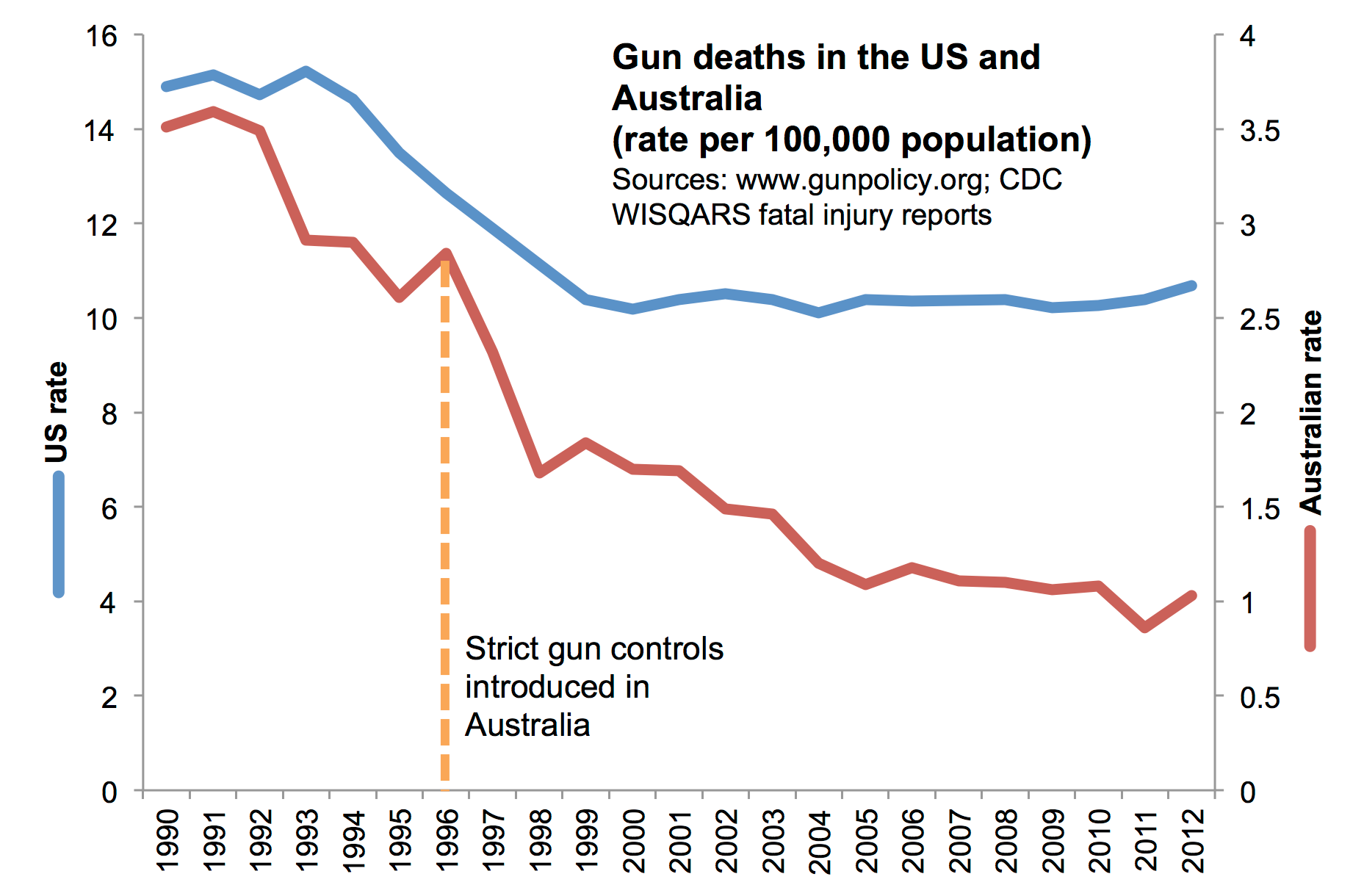
1990년부터 2012년까지 미국과 오스트레일리아의 연도별 총기 사망자 수

1996년에 시행된 총기 재구매 프로그램은 주로 반자동 및 펌프 액션 총기를 구매하여 파괴했다. 미국에서 비교적 빈번하게 발생하는 대량 살인은 종종 총기 규제법에 대한 논쟁을 재점화시키며, 오스트레일리아의 총기 규제법은 미국 시민과 일부 의회 의원들에게 총기와 총기 면허의 안전한 관리를 위한 실행 가능한 해결책의 예로 제시되어 왔다.
총기법 시행 전후의 범죄 통계는 범죄에서 총기 사용이 감소했음을 보여준다. 전국 살인 모니터링 프로그램에 따르면, 총기가 관련된 살인 사건 건수는 1989-90년과 2013-14년 사이에 75건에서 32건으로 57% 감소했다. 2013-14년에 살인 사건의 13%에서 총기가 사용되었는데, 이는 1989-90년의 24%와 비교된다.

## 시민 단체
- 이웃 지킴이
- 크라임 스토퍼스
- 범죄 피해자 지원 협회

## 같이 보기
- 크리스마스섬
- 오스트레일리아의 사법부
- 노퍽섬
- 오스트레일리아의 주요 범죄 연표

## 더 읽어보기
- William Westgarth, “The Statistics of Crime in Australia”, 《Journal of the Royal Statistical Society》, 위키데이터 Q108489539